# Chšathra Vairja
| Dobrá, žádoucí Moc, přinášející štěstí hlavně tomu, kdo je štědrý, zprostředkuje podle Řádu mezi bohem a člověkem, ona, Mazdo, jež je nejlepší svými skutky. Jí chci nyní pro nás dosáhnout. |
| Jasna 51.1., překlad Otakara Klímy |

Chšathra Vairja „žádoucí moc“, středopersky Šahrévar, je v zarathuštrismu jeden z Ameša Spentů.
Chšathra Vairja se neobjevuje v gáthách, jen nepřímo je zmiňován v jasně 51.1 a snad také v jasně 43.13. Přímo se objevuje v jasně a jaštech mladší Avesty, ve výčtech Ameša Spentů i samostatně, ale bez bližších informací, s výjimkou toho se o něm uvádí jen to že jeho jménem je nazýván čtvrtý den v měsíci a šestý měsíc v roce. Ve Vendídádu se navíc objevuje jeho ztotožňování s kovem.
Ve středoperském Bundahišnu si Šahrévar během stvoření zvolil za svůj výtvor kov pocházející z nebes. Dále spojován s nezávislostí a mocí, včetně moci ozbrojené. Při apokalyptickém Frašgirdu má být jeho protivníkem Sávul dév, který představuje špatnou vládu, útisk, nespravedlnost a násilí. Podle Pahlavského rivájatu Šahrévar při Frašigirdu rozpustí kov ze všech hor, zatímco podle Bundahišnu totéž způsobí Ádur a Érmán. Bundahišnu navíc uvádí že se u Óhrmazda přimlouvá za ty co byly zbaveni svých práv, že jeho rostlinou je bazalka a že mu ze zvířecí oběti náleží ledviny.
Podle Jaana Puhvela Zarathuštra odmítal božstva válečnické třídy jako byli Indara a Saurva a nahradil je tak vlastním výtvorem, Chšathrou Vairjou. Ten podle jeho názoru funkčně zároveň odpovídá védskému Indrovi, zarathuštrickému Verethragnovi a božstvu jménem Artagnés z Nemrutu.